# Flocktjärnen
Flocktjärnen är en sjö i Skellefteå kommun i Västerbotten och ingår i Skellefteälvens huvudavrinningsområde. Sjön har en area på 0,0879 kvadratkilometer och ligger 112,7 meter över havet. Sjön avvattnas av vattendraget Ängesbäcken.

## Delavrinningsområde
Flocktjärnen ingår i det delavrinningsområde (718841-173867) som SMHI kallar för Ovan None. Medelhöjden är 126 meter över havet och ytan är 8,79 kvadratkilometer. Det finns inga avrinningsområden uppströms utan avrinningsområdet är högsta punkten. Ängesbäcken som avvattnar avrinningsområdet har biflödesordning 3, vilket innebär att vattnet flödar genom totalt 3 vattendrag innan det når havet efter 29 kilometer. Avrinningsområdet består mestadels av skog (75 procent). Avrinningsområdet har 0,09 kvadratkilometer vattenytor vilket ger det en sjöprocent på 1 procent.